# ホーキング (2004年のテレビドラマ)
『ホーキング』（Hawking）は、2004年のイギリスのテレビ映画。2004年4月13日にBBC Twoで放映され、日本では2012年7月にディスカバリーチャンネルで放送され、2014年6月4日にDVDとして発売された。難病に犯されつつ量子宇宙論に貢献したスティーヴン・ホーキングの前半生を描いている。日本におけるDVDは『ベネディクト・カンバーバッチ ホーキング』と記される場合がある。

## ストーリー
1978年、ノーベル賞授賞式の直前に、インタビューを受けるペンジアス博士とウィルソン博士。両博士は宇宙の果てから届く『ノイズ』の観測で賞を射止めたのだ。スティーヴン・ホーキングと面識はないと語り、ノイズ発見の経緯を語り始める両博士。
1963年、自宅で両親や友人たちと21歳の誕生日を祝うスティーヴン。別のパーティーで知り合ったジェーンも姿を見せた。ケンブリッジ大学で物理学を学ぶスティーヴンの話は難解だが、興味を持つジェーン。だが、庭に寝転んでいたスティーヴンは突然、立ち上がれなくなってしまった。
病院で精密検査を受け、『筋萎縮性側索硬化症』と診断されるスティーヴン。日に日に動かなくなる身体と戦いながら、スティーヴンは博士論文のテーマを探し続けた。当時は宇宙は安定しているという『定常宇宙論』が主流で、『ビッグバン』は否定されていた。『定常宇宙論』を批判し、著名なホイル教授から睨まれるスティーヴン。
1978年のペンジアス博士たちは、巨大なアンテナを宇宙に向け、音を拾ったことを話している。当初は、このノイズの原因が地上にあると思っていたと話す博士たち。
新進気鋭の学者ロジャー・ペンローズと話したスティーヴンに、逆行する時間というイメージが閃いた。宇宙には始まりがあるとして、反主流だった『ビッグバン』理論による博士論文を提出するスティーヴン。アインシュタインが予言した矛盾の説明に成功したスティーヴンは、奨学金を得て研究を続けることになった。
スティーヴンとの結婚を承諾するジェーン。『定常宇宙論』が覆されたというニュースは研究者の間を駆け巡った。しかし、『ビッグバン』が正しいなら爆発の名残りのノイズがあるはずだと疑問を提するホイル教授。それが発見されない限り、スティーヴンの理論は証明されないのだ。
再び1978年。自分たちの観測したノイズこそ、ビッグバン理論で予言された宇宙背景放射の余熱だと語るペンジアス博士たち。理論ではなく実証が重要なノーベル賞では、正体も分からぬまま観測した博士たちが、受賞の対象となったのだ。
1964年のスティーヴンは身体は不自由でも希望に満ち、宇宙の謎に挑むと語るのだった。

## キャスト
※括弧内は日本語吹替
- スティーブン・ホーキング - ベネディクト・カンバーバッチ（平川大輔）
- ジェーン・ワイルド - リサ・ディロン（英語版）
- フランク・ホーキング - アダム・ゴドリー
- イゾベル・ホーキング - フィービー・ニコルズ（英語版）
- フレッド・ホイル教授 - ピーター・ファース
- ロジャー・ペンローズ - トム・ウォード（英語版）
- ジョン・ホロウェイ医師 - マシュー・マーシュ（英語版）
- アーノ・ペンジアス - マイケル・ブランドン
- ロバート・ウッドロウ・ウィルソン - トム・ホジキン

日本語吹替 - 2012年7月にディスカバリーチャンネルで放送されたもの。DVDには未収録。